# Off-Theater nrw
Das Off-Theater nrw ist eine nach dem Weiterbildungsgesetz staatlich anerkannte Akademie für Theater, Tanz und Kultur. Sie führt seit 1995 Fortbildungen in Theaterpädagogik, Tanzpädagogik, Clownerie und Kulturmanagement durch und zwar an ihrem Hauptsitz in Neuss sowie in Düsseldorf, Meerbusch und Essen. Sie ist zertifiziert nach dem Gütesiegel Weiterbildung NRW und nach der AZAV Akkreditierungs- und Zulassungsverordnung Arbeitsförderung.

## Ausbildungsgänge und Arbeitsfelder
Die Absolventen der Fort- und Ausbildungsgänge in Theaterpädagogik, Tanzpädagogik, Clownerie und Kulturmanagement sind mit der Vermittlung von Kunst und Kultur gegenüber Menschen jeden Alters befasst. Sie sind tätig in Kultureinrichtungen wie staatlichen oder freien Theatern, Museen, Tanz-, Ballett-, Musik- und Jugendkunstschulen, in weiteren kulturellen, pädagogischen und sozialen Institutionen sowie in der Personalentwicklung.

## Ausbildung in Theaterpädagogik
Die Ausbildung zum Theaterpädagogen BuT ist anerkannt vom Bundesverband Theaterpädagogik (BuT) und umfasst insgesamt 1700 Unterrichtsstunden. Alternativ wird auch eine Grundlagen-Fortbildung angeboten, die 600 Unterrichtsstunden umfasst und die anschließend vertieft werden kann durch eine Aufbaufortbildung von 1100 Unterrichtsstunden, die ebenfalls zum Abschluss Theaterpädagoge BuT führt. Folgende Themenschwerpunkte werden behandelt: Grundlagen des Schauspielens, Körperausdruck, Stimmtraining, Rollenarbeit, Regie und Inszenierung, Textanalyse, Dramaturgie, Dramatisches Schreiben, Theorie des Theaters und Theatergeschichte, Bewegungstheater, Tanz und Tanztheater, Improvisationstheater, Sprechtheater, Mitspieltheater, Maskentheater, Playbacktheater, Biographisches Theater, Chorisches Theater, Performance, Postdramatisches Theater, Methodik/Didaktik der Theaterpädagogik und Theorie der theaterpädagogischen Anleitung sowie Probestunden und externe Praxisprojekte. Wichtige Bezugspunkte der Ausbildung sind unter anderem die Lehren und Schauspielmethoden von Konstantin Sergejewitsch Stanislawski, Bertolt Brecht und Augusto Boal.

## Ausbildung in Tanzpädagogik
Die Ausbildung zum Tanzpädagogen ist anerkannt vom Deutschen Kulturrat / Beirat Tanz und umfasst 600 Unterrichtsstunden. Die Unterrichtsschwerpunkte sind: Bewegungslehre und Bewegungsanalyse nach Rudolf von Laban, Bewegungsrituale nach Anna Halprin, Anatomie und Physiologie, rhythmisch-musikalische Grundlagen, Elementarer und Kreativer Tanz, Tanzstile und Tanztechniken wie Jazz, Modern, Afro, HipHop, Contact und Tanztheater, tänzerische Gestaltung, Tanzkomposition und Choreografie, Tanztheorie und Tanzgeschichte, Gruppenarbeit und Gruppendynamik, Grundlagen in Pädagogik, Psychologie und Bewegungstherapie, Methodik/Didaktik der Tanzpädagogik sowie Probestunden und externe Praxisprojekte.

## Fortbildung Clownerie / Klinikclown
Die Grund- und Aufbaufortbildungen in den Bereichen Clownerie und Klinikclown qualifizieren für die Tätigkeitsfelder als Bühnen-, Zauber-, Straßen- und Klinik-Clown. Sie umfassen jeweils 160 Unterrichtsstunden.

## Fortbildung: Das Theater Augusto Boals
Die Fortbildung will eine Auseinandersetzung mit dem Theaterverständnis von Augusto Boal ermöglichen und seine klassischen und neueren Theatermethoden in Theorie und Praxis vermitteln. Die Fortbildung umfasst 100 Unterrichtsstunden.

## Fortbildung Kulturmanagement
Die Fortbildung Kulturmanagement umfasst 192 Unterrichtsstunden und vermittelt Kompetenzen aus den Bereichen Betriebswirtschaft, Marketing, Sponsoring, Projekt- und Selbstmanagement, Rublic Relations, Social Media sowie Kulturpolitik und Recht.